# Munții Alaska
Pentru alte utilizări ale termenului Alaska, vezi pagina de dezambiguizare Alaska (dezambiguizare). 

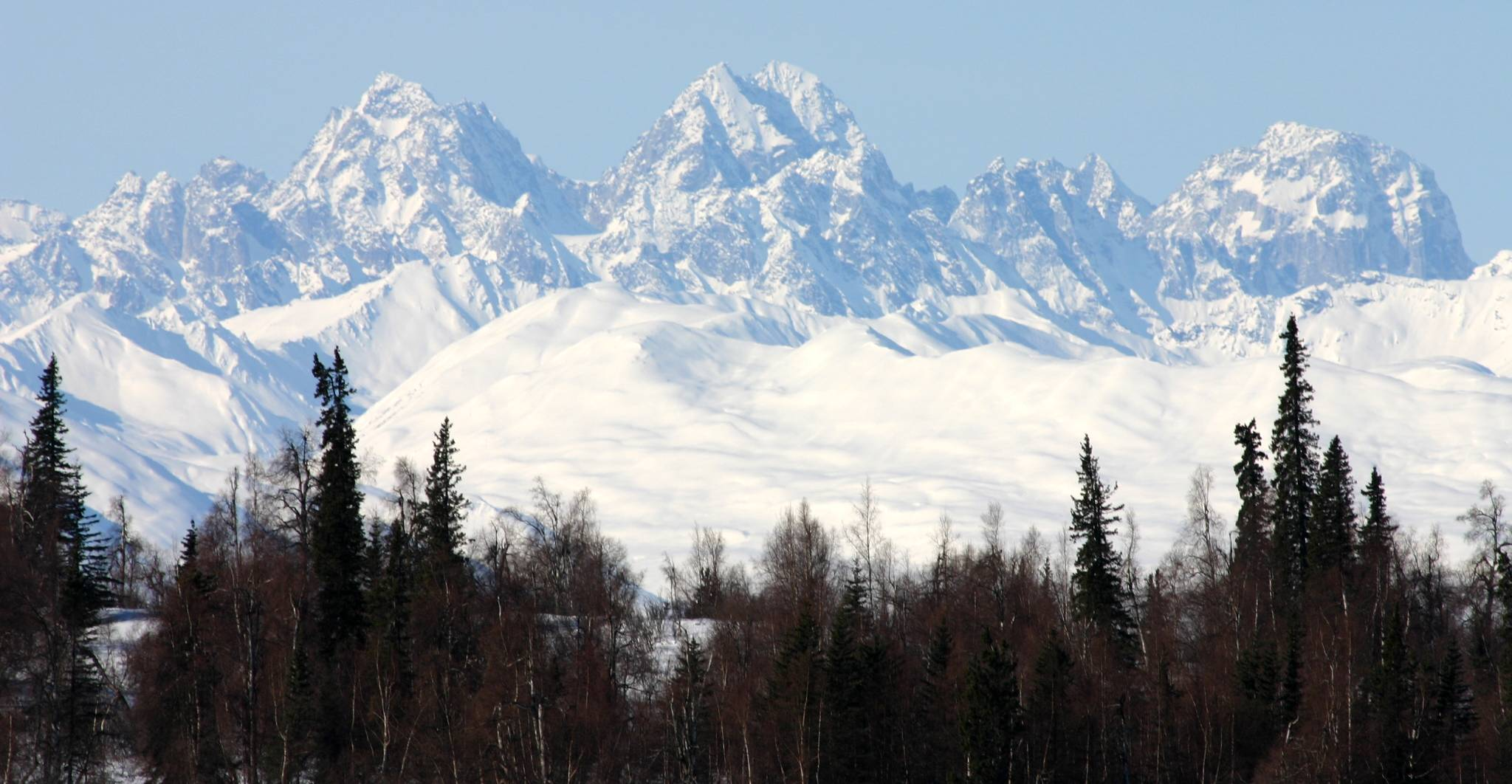
Munţii Alaska

Munții Alaska sunt un lanț de munți în continuarea spre nord a Anzilor Cordilieri, situat în partea sudică a statului Alaska, (SUA), cu lungimea de cca. 1.000 km și altitudinea maximă de 6.193 m (vârful McKinley, cel mai înalt din America de Nord). Versanții sunt abrupți, stâncoși, acoperiți cu păduri rare de conifere până la 800 m. Culmile au relief alpin și sunt acoperite de zăpezi veșnice care alimentează numeroși ghețari.
Munții Alaska sunt un segment din sistemul muntos al Pacificului, care se întinde într-un semicerc, de la Peninsula Alaska până la granița cu teritoriul canadian Yukon. Lanțul muntos este străbătut de "Conducta Transalaska" prin Pasul Isabel.   
In nord-vestul regiunii există din anul 1917 Parcul Național Denali, iar la sud-vest, din anul 1980, Parcul Național Lake Clark (16.000 km²). La marginea de sud-est a masivului se află Parcul Național Wrangell-St.-Elias, care împreună cu Parcul Național Kluane aparțin de Saint Elias Mountains și sunt declarate patrimoniu mondial UNESCO.

## Vârfurile cele mai înalte
| - Mount McKinley (6.194 m) - Mount Foraker (5.304 m) - Mount Hunter (4.442 m) - Mount Hayes (4.216 m) | - Mount Silverthrone (4.029 m) - Mount Deborah (3.761 m) - Mount Huntington (3.730 m) |